# Consejo Audiovisual de la Comunidad Valenciana
El Consell Audiovisual de la Comunitat Valenciana, también conocido por sus siglas CACV, es la autoridad audiovisual independiente encargada de velar por el respeto de los derechos, libertades y valores constitucionales y estatutarios en el ámbito de los medios audiovisuales en la Comunitat Valenciana y por el cumplimiento de la normativa vigente en materia audiovisual y de publicidad, de acuerdo con los principios de actuación y funciones que le atribuyen Estatuto de autonomía y la Ley 10/2018, de 18 de mayo, de la Generalitat, de creación del Consejo del Audiovisual de la Comunitat Valenciana (CACV).
Asimismo, tiene competencias reguladoras y sancionadoras sobre los contenidos del sector, incluidos los formatos y las vías de transmisión, y sus funciones están al servicio del interés público y la responsabilidad ante la ciudadanía para garantizar una información veraz.
Además, el Consell de l'Audiovisual interviene en los procesos de adjudicación de licencias y ejerce sus competencias en la gestión del archivo audiovisual de la Generalitat.
Sus miembros son personas de reconocido prestigio y experiencia en el ámbito de la comunicación audiovisual, y su mandato va más allá de la legislatura, de modo que se desvincula su nombramiento del período de sesiones y el mandato parlamentario.